# Muraste
Muraste is een plaats in de Estlandse gemeente Harku, provincie Harjumaa. De plaats ligt op het schiereiland Suurupi en heeft de status van dorp (Estisch: küla).

## Bevolking
Het dorp had 1698 inwoners op 31 december 2011 en 1964 inwoners op 31 december 2021.